# Château d'Eaucourt-sur-Somme
Pour les articles homonymes, voir Eaucourt.
Les vestiges d'un château médiéval d'Eaucourt sur Somme (fin XIV° – début XV°), sont situés sur le territoire de la commune d'Eaucourt-sur-Somme, à l'ouest du département de la Somme.
Ces vestiges sont valorisés par une association depuis 1983 en travaux d'aménagement du site et de restauration des vestiges (A.R.Ch.E. : Association de Restauration du Château d'Eaucourt-sur-Somme). Elle anime le site par des visites ludiques et pédagogiques autour des bâtisseurs et de la vie quotidienne au XIVe siècle. 
Le château d'Eaucourt peut se visiter librement toute l'année. D'avril à juillet les groupes scolaires  et de centre de vacances participent à des journées pédagogiques autour des savoir-faire médiévaux. En mai un Festival des savoir-faire médiévaux anime le site.

## Histoire du château
Le château semblerait avoir été construit au XIIIe siècle puisque le pouillé diocésain de 1301 parle de la chapelle Sainte Margherite du château et la désigne ainsi « Aqua curte » (littéralement : le fleuve exigu). Il s'agit de la chapelle Sainte-Marguerite du nom de sa fondatrice, Marguerite de Picquigny, épouse de Mathieu de Roye. 
On peut supposer que la construction du château ait été effectuée par les seigneurs de la Ferté en réponse à la volonté du roi Philippe Auguste (1165-1223) d'édifier de nouvelles places fortes afin de défendre les terres nouvellement conquises.

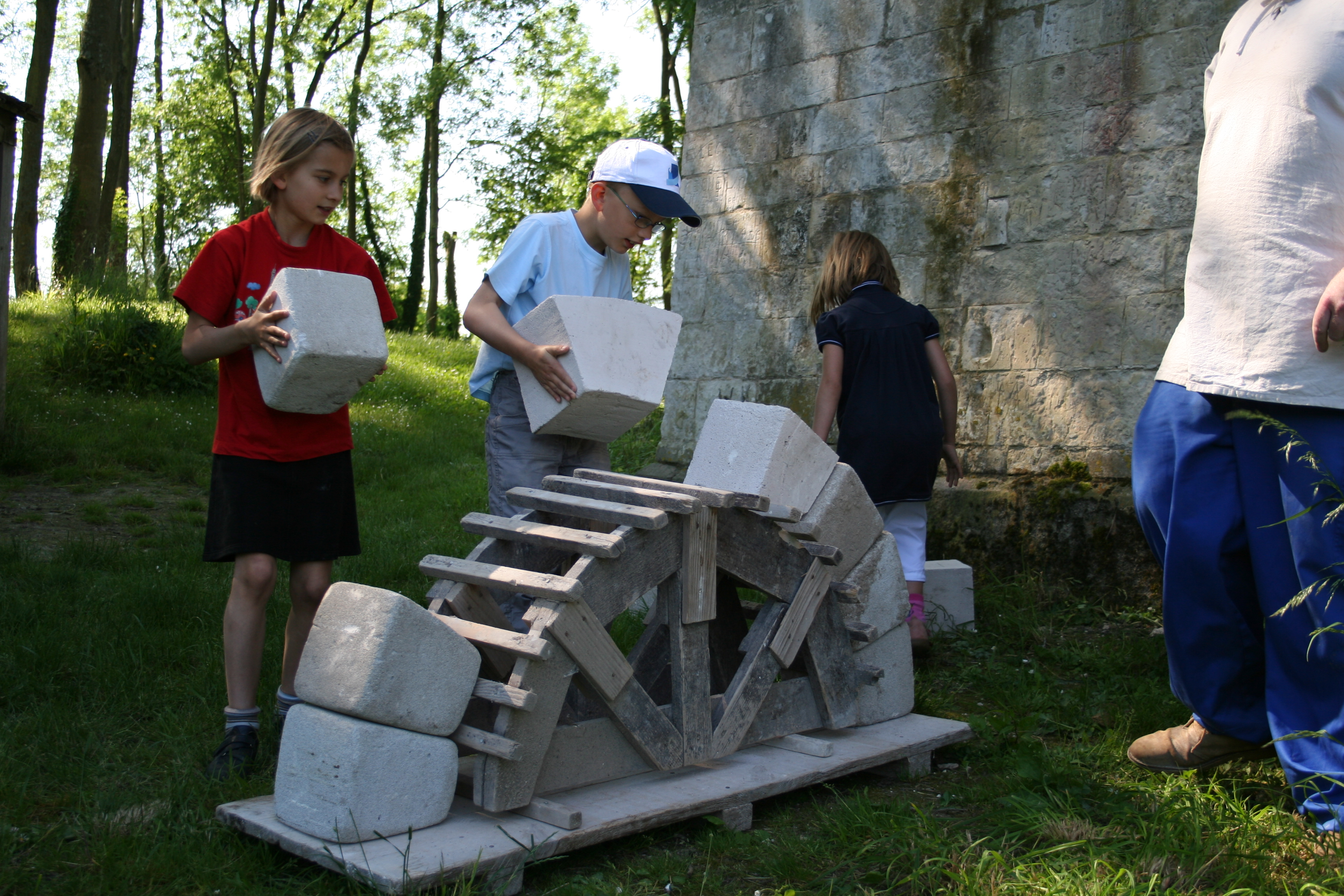
Animation médiévale des bâtisseurs, le public participe activement.

Au XIVe siècle, vers 1358 et pendant la captivité de Jean le Bon (roi de France), les troupes municipales d'Abbeville le démolissent pour la première fois afin d'ôter aux Navarrois et aux Anglais tout moyen de s'établir dans le Ponthieu. Reconstruit peu de temps après, il avait pour capitaine en 1420, Simon de Boulainvilliers, chevalier, qui le donna à Jacques d'Harcourt (gouverneur du Crotoy). Pris par les Anglo-Bourguignons en juin 1421, il fut aussitôt, quelques jours après, repris d'assaut par les Dauphinois sous le commandement de Jacques d'Harcourt qui le conserva jusqu'au 26-27 juillet suivant. Philippe le Bon, duc de Bourgogne, marchant sur Saint-Riquier fit mettre le feu au château alors abandonné par les Dauphinois (ainsi qu'aux châteaux de Pont-Remy et de Mareuil).
Le château, reconstruit en 1436 par le chevalier Jean d'Eaucourt qui choisit d'y résider, fut de nouveau pillé par Pierre Renaud de Vignolles en 1440 (frère bâtard de la Hire) qui mit le seigneur d'Eaucourt à rançon.
En 1499, Isabelle d'Eaucourt épouse Louis d'Humières.
En 1575, la seigneurie d'Eaucourt était tenue par Françoise de Soyécourt.
En 1589, durant la Ligue qui oppose les catholiques et les protestants, les ligueurs d'Abbeville attaquent les troupes d'Henri IV installées dans le château et prennent possession des lieux. Après cette période troublée, le château sera démantelé.
En 1700, la seigneurie d'Eaucourt est dirigée par la dame de Belleforière-Soyécourt.
En 1755, elle est la propriété de Joachim-Charles de Seiglière de Belleforière.
En 1777, François Vaillant[réf. nécessaire], chevalier, achète le château et y demeure jusqu'en 1779. Il s'agit de la dernière trace d'occupation des lieux.
En 1983, Damien Maupin fonde l'Association pour la Restauration du CHâteau d'Eaucourt (A.R.CH.E) et organise le premier chantier de restauration du site.
En 1996, une équipe de bénévoles de l'A.R.Ch.E. crée « l'espace médiéval », et organise des visites pédagogiques et ludiques autour des bâtisseurs et du campement du guerrier. Des fêtes médiévales ont aussi été organisées dont celle des 20 ans (en 2003) de l'association avec tournoi de chevalerie.
En 2011-2013, sous l’impulsion de Damien Maupin, directeur, la fréquentation du site augmente pour atteindre 15 000 visiteurs dont 2 000 entrées à la fête médiévale des 14-15 août 2013. En 2014, le château a accueilli 17 000 visiteurs (sans fête médiévale) auquel peuvent s'ajouter les 8 000 visiteurs des « rendez-vous du fleuve ».
Les animations participatives (maternelle, primaire, collège) et des stages/chantiers (adultes) ont pour thème la vie et la reconstruction d'un Château : travail de la pierre, travail du cuir, travail du bois, travail du fer, travail des métaux précieux, le jardin médiéval... 
Septembre 2014, le Conseil Général de la Somme choisit la commune d'Eaucourt-sur-Somme pour organiser son « Rendez-Vous du Fleuve ». À cette occasion, la vallée de l'archéologie est inaugurée. De nombreuses animations rythment ces trois journées.
En août 2015, les premiers sondages archéologiques révèlent l'existence d'une tour polygonale et du logis seigneurial, dans la partie  du site à l'opposé du châtelet d'entrée.

## Description du château
Le château, entouré de fossés, comportait une enceinte rectangulaire d'environ 40 m x 50 m, haute de six à sept mètres.

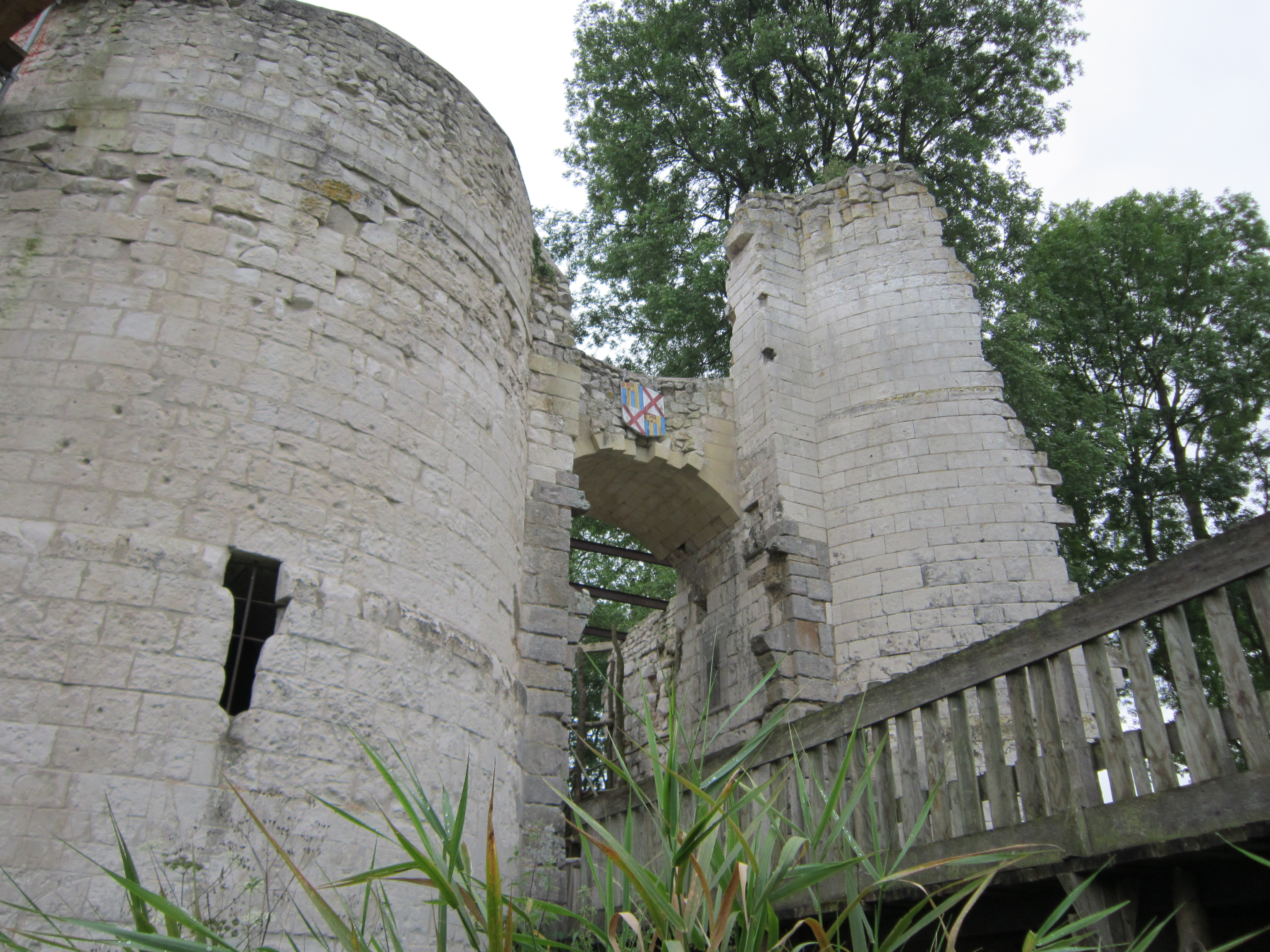
Le châtelet d'entrée en 2011

Au nord-ouest, le châtelet d'entrée qui jouait un rôle de donjon-refuge, couronné de mâchicoulis, était renforcé de deux tours en façade qui entouraient le pont levis et à l'arrière droit d'une tour de guet avec son escalier en vis. Sur le front d'entrée on reconnaît encore l'arcade en arc surbaissé du passage (restaurée en 1989), la feuillure où venait se rabattre le tablier du pont-levis, et les rainures verticales destinées au passage des bras. L'arcade précédait un vestibule carré (l'entrée du château dite « salle de garde ») dont la voûte sur croisée d'ogives s'appuyait sur quatre voûtes secondaires en tiers point. De l'autre côté, la porte qui ouvrait sur le Baye est en plein cintre et était surmontée d'un tableau décoratif dont l'écu martelé, porté par un sauvage et un triton, était accompagné de la devise « Sans Ayde » (l'ayde était un impôt). le reste des fortifications est à fleur de terre, quelques vestiges de murs subsistent à l'arrière.
Description du château par R. Belleval vers 1860 :

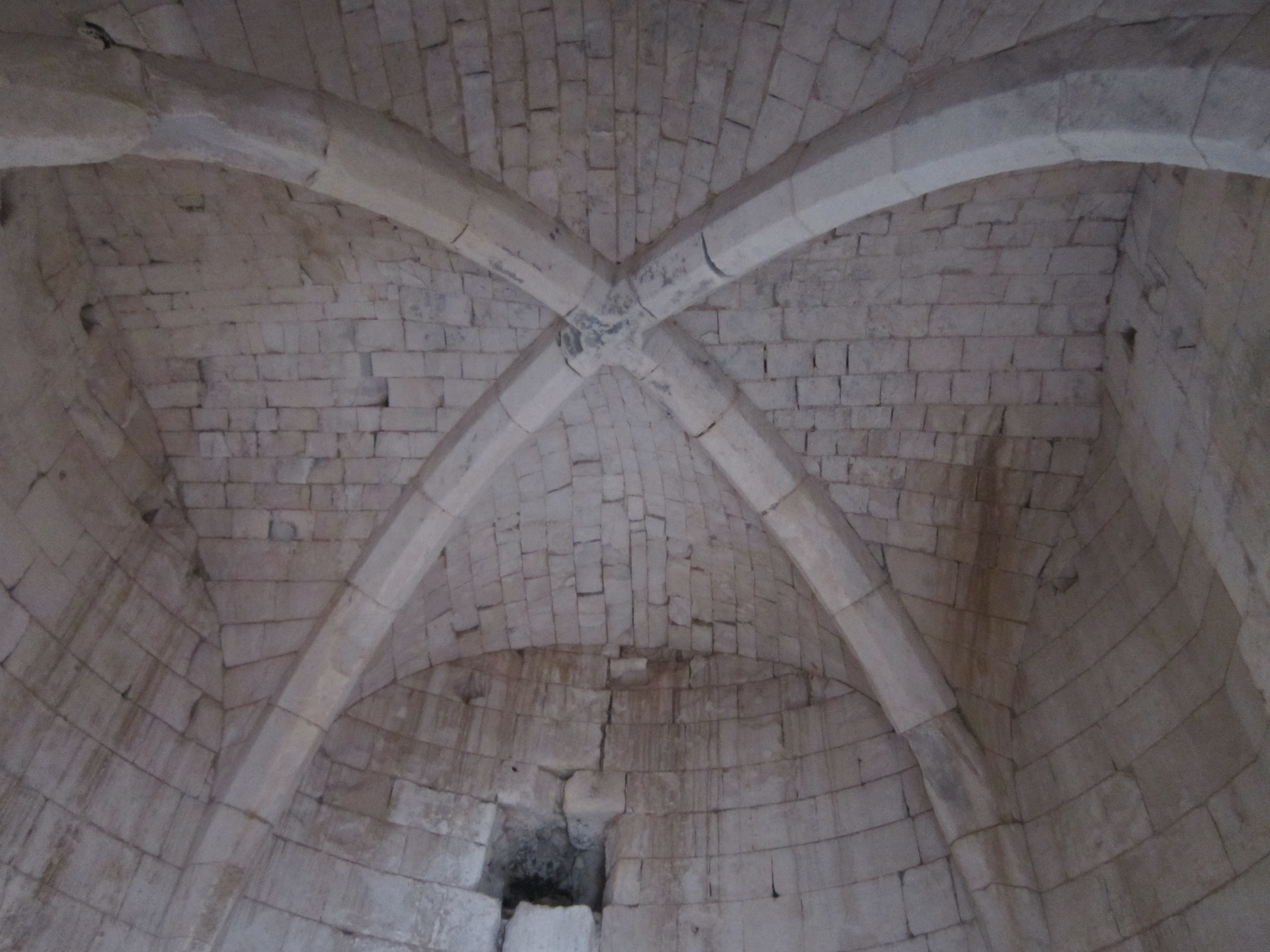
Voûte de la tour nord

« De l'inspection minutieuse des lieux, il résulte pour nous que le donjon était un carré indépendant de la masse principale du château. Ce donjon se composait d'un massif carré, crènelé et ouvert, flanqué aux deux angles de la façade et à l'angle sur la rivière de trois tours rondes couronnée de mâchicoulis en saillie*, surmontées de toits aigus. Ces trois tours avaient une grande analogie avec celles si bien conservées du château de Rambures. La forteresse dont nous voyons les ruines et le château de Rambures avaient été reconstruits à la même époque.

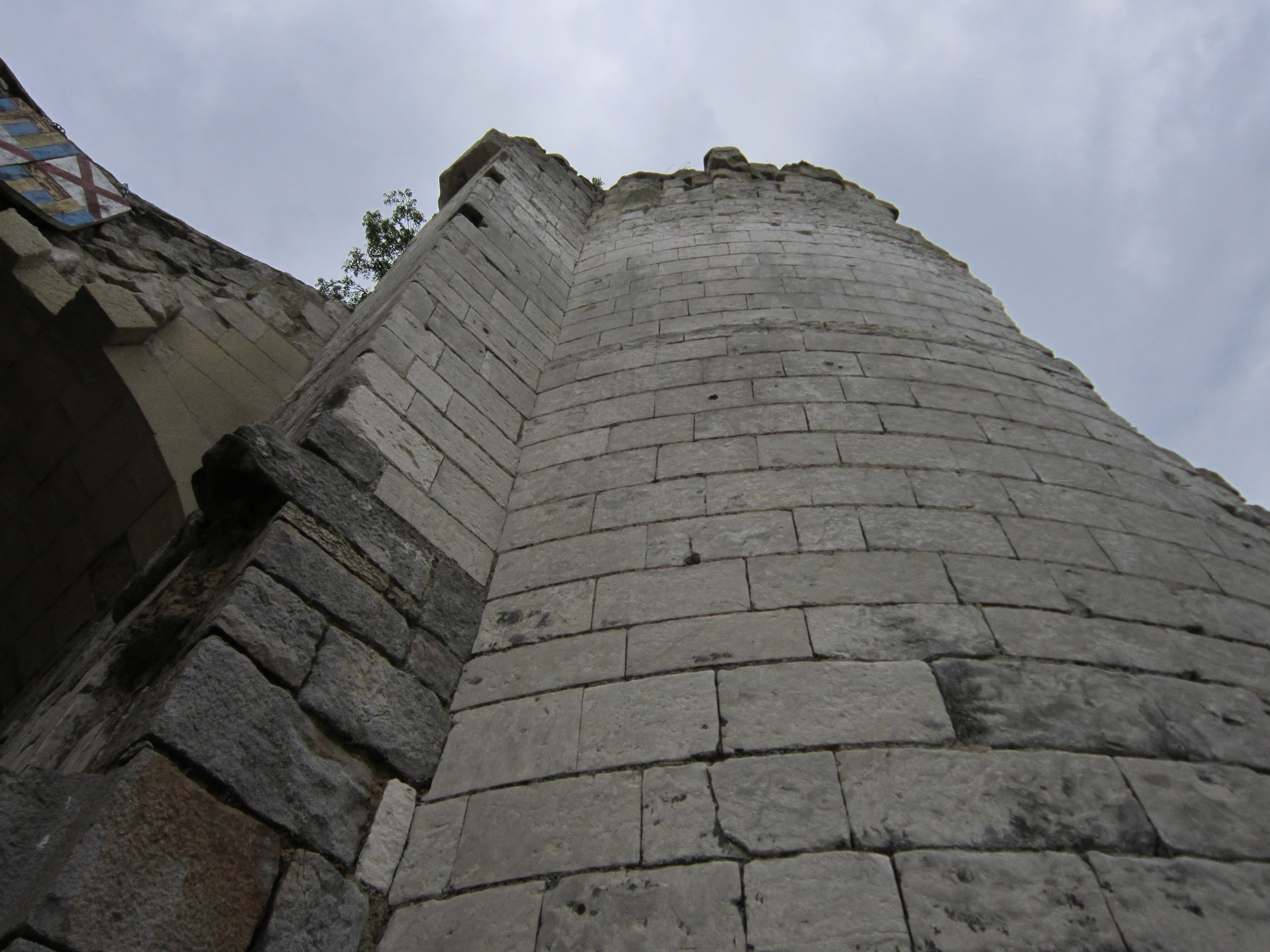

À la fin du siècle dernier, en 1795, les restes du château d'Eaucourt étaient plus considérables qu'aujourd'hui. Un dessin, fait à cette époque prouve que le donjon était entièrement debout et presque habitable. Les tours se dressent entières, allongées. Les toits sont presque intacts, sauf dans quelques parties où les ardoises** tombées laissent apercevoir le système compliqué des charpentes. À droite et à gauche de la porte à plein cintre s'ouvrant dans la façade, on voit les entrailles destinées à recevoir les poutres du Pont-Levis, lorsqu'il était relevé. Le grand carré du château est entouré de murailles plus ou moins ruinées, mais qui, dans plusieurs parties sont encore couronnées de leurs créneaux. À l'un des angles, une tourelle prismatique se dresse tout entière avec son toit. Cet état des choses n'a rien de surprenant si l'on songe qu'au commencement du XVIIe siècle, le château était encore habité. Le donjon lui-même l'était peut-être encore au siècle dernier. Il est certain du moins que la destruction du château a précédé de beaucoup celle du donjon. »
- * Deux tours rondes couronnées de mâchicoulis en façade et une tour de guet (sans mâchicoulis) voir l'aquarelle collection Maqueron, bibliothèque d'Abbeville
- ** Toiture en tuiles plates de terre cuite (aucune trace d'ardoise n'est trouvée sur place)